# Urne funéraire
Pour les articles homonymes, voir Urne.
 (mars 2024).
Si vous disposez d'ouvrages ou d'articles de référence ou si vous connaissez des sites web de qualité traitant du thème abordé ici, merci de compléter l'article en donnant les références utiles à sa vérifiabilité et en les liant à la section « Notes et références ».

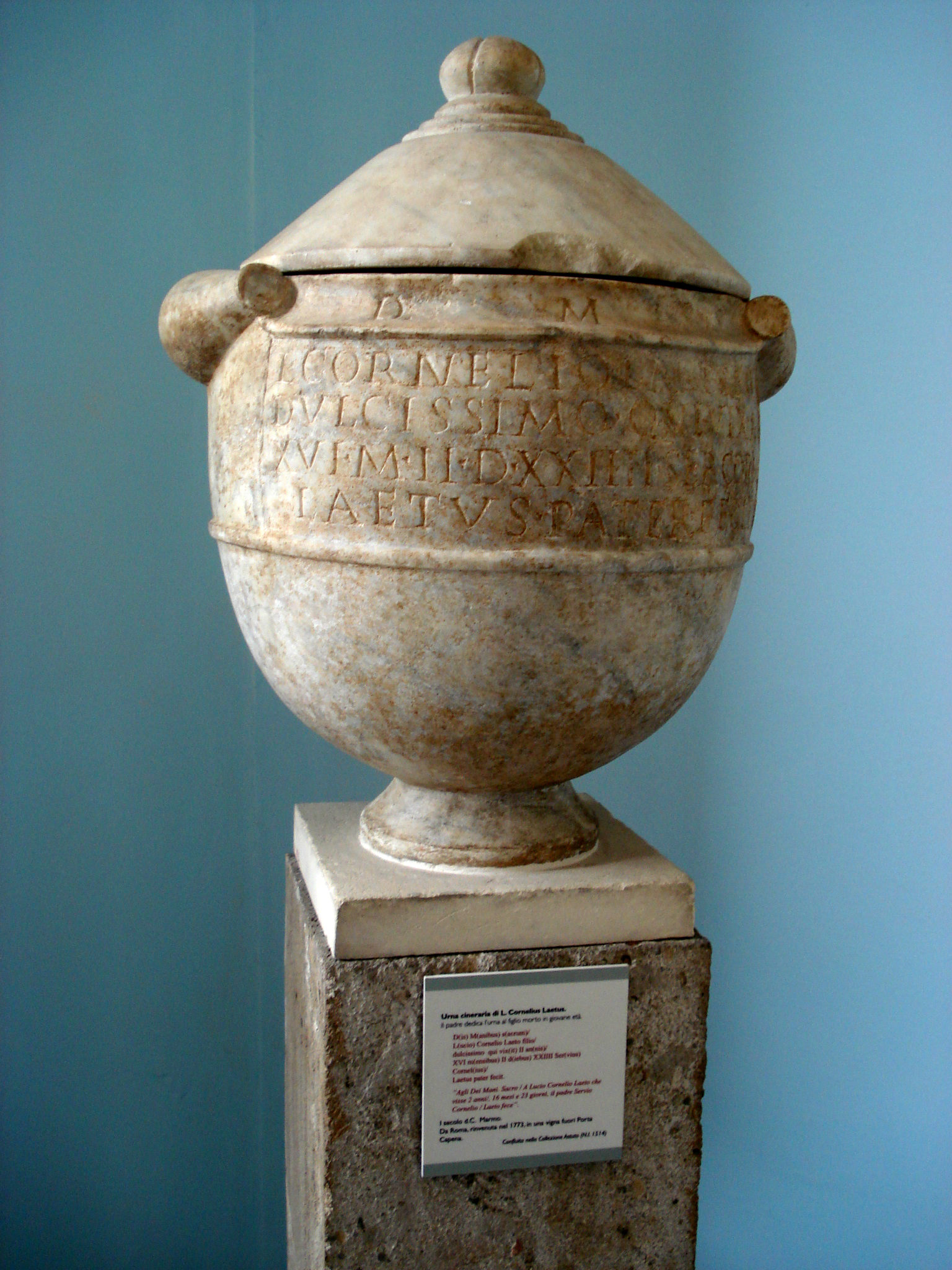
Une urne funéraire romaine.

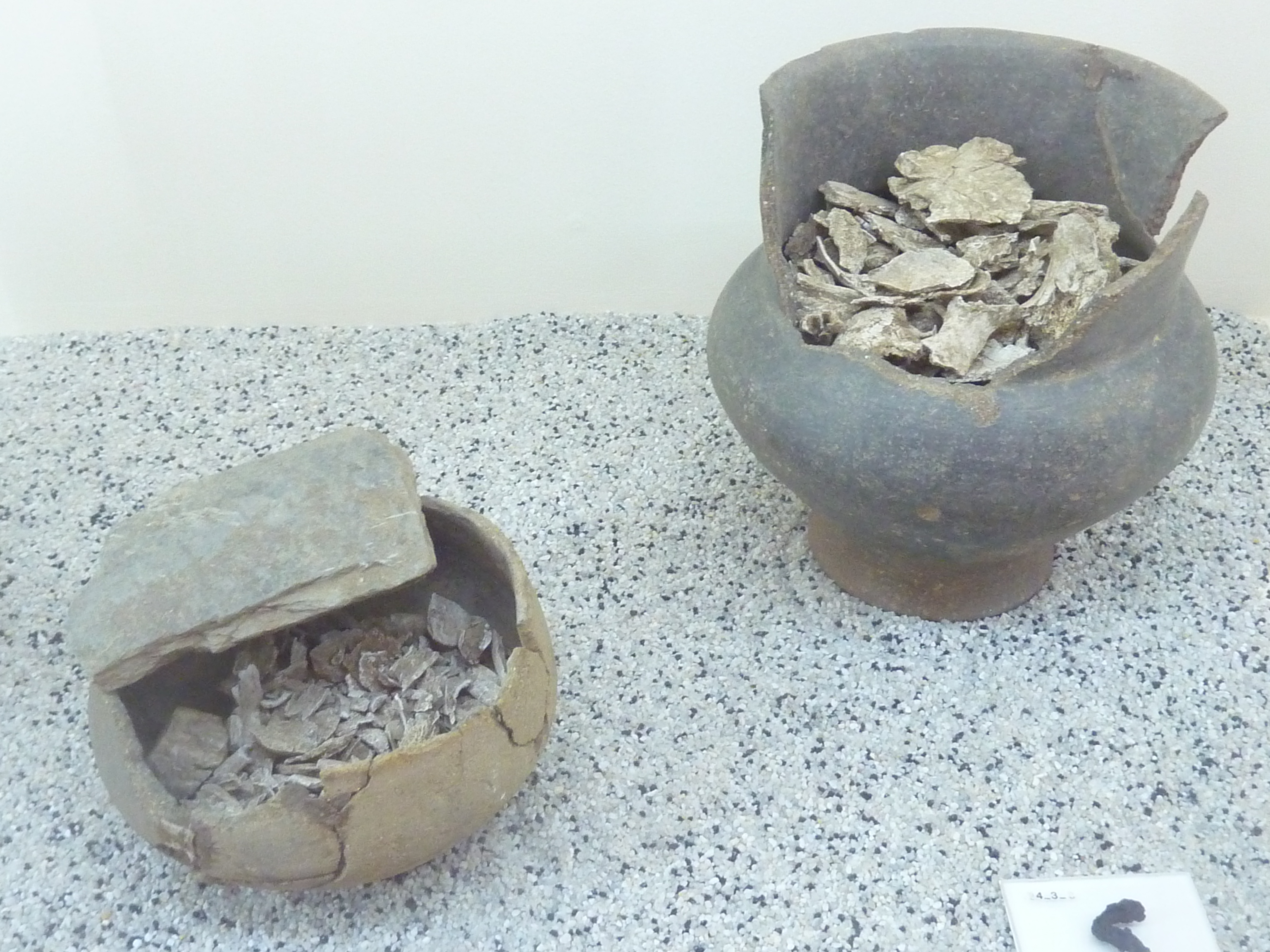
Deux urnes cinéraires trouvées dans la nécropole protohistorique de Boquidet à Sérent et contenant les ossements de défunts. (Musée d'histoire et d'archéologie de Vannes).

Une urne funéraire est un vase fermé en pierre, en bronze, en marbre, en albâtre, en céramique, en verre ou même en matériaux biodégradables dans lequel les proches d'un défunt conservent ses cendres après sa crémation.
Dans l'art funéraire, l'urne cinéraire est également un ornement architectural symbolisant la mort. Appelée aussi amphore ou urne voilée, elle peut être recouverte du voile de la tristesse. Ce vase qui couronne par exemple certaines stèles dans les cimetières ou certains monuments aux morts se distingue du pot à feu, vase en pierre d'où jaillit la flamme éternelle du souvenir.

## Pendant la préhistoire
La découverte d'urnes enterrées de l'âge du bronze dans un champ du Norfolk, en 1658, amena l'anglais Thomas Browne à en publier une description, ainsi qu'à dresser un parallèle avec les rites funéraires pratiqués à son époque, dans un ouvrage intitulé Hydriotaphia or Urn Burial (1658).

## Pendant l'Antiquité
Les urnes funéraires sont présentes dans presque toutes les civilisations qui ont pratiqué les rites de crémation par exemple les Lécythes dans la Grèce antique, les Étrusques et les Romains.
Les Étrusques ont d'abord utilisé des urnes biconiques puis à canope dans des tombes à ziro, avant d'utiliser des urnes de forme sarcophages (appelées cinéraires)  plus volumineuses, simples à bas-reliefs puis représentant le défunt sculpté sur le couvercle dans la position allongée du banquet (voir le Museo Etrusco Guarnacci de Volterra, et ses 600 urnes cinéraires étrusques sculptées dans du tuf, d'albâtre, ou en terracotta). De grandes urnes cinéraires réputées, du type  Sarcophage des Époux, dont une est conservée au musée du Louvre, ont la particularité de représenter les deux époux étrusques ensemble, en banqueteurs, dont les restes sont mêlés dans l'urne (suivant les époques, il s'est agi d'une incinération, d'une inhumation ou à nouveau d'une crémation).
Les Romains, qui leur succèdent, rangeaient ces urnes (olla) dans un alvéole mural familial appelé « columbarium » (littéralement « pigeonnier ») ou un autel funéraire. Certaines d'entre elles étaient décorées et ornées avec soin. Les illustrations concernent principalement la mythologie de ces peuples sur l'au-delà.

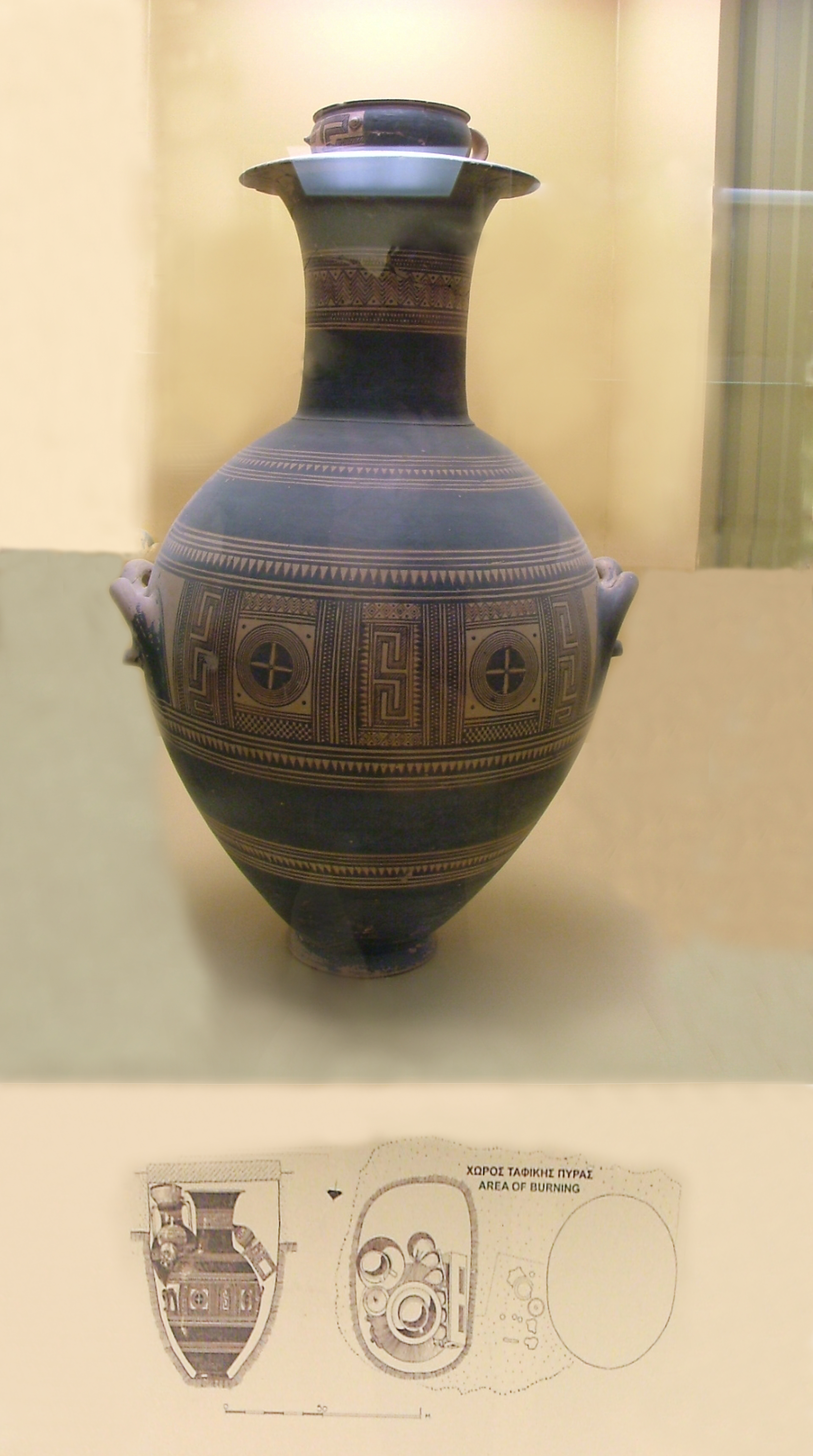
Urne cinéraire grecque de l'époque géométrique (vers 850 av. J.-C.).
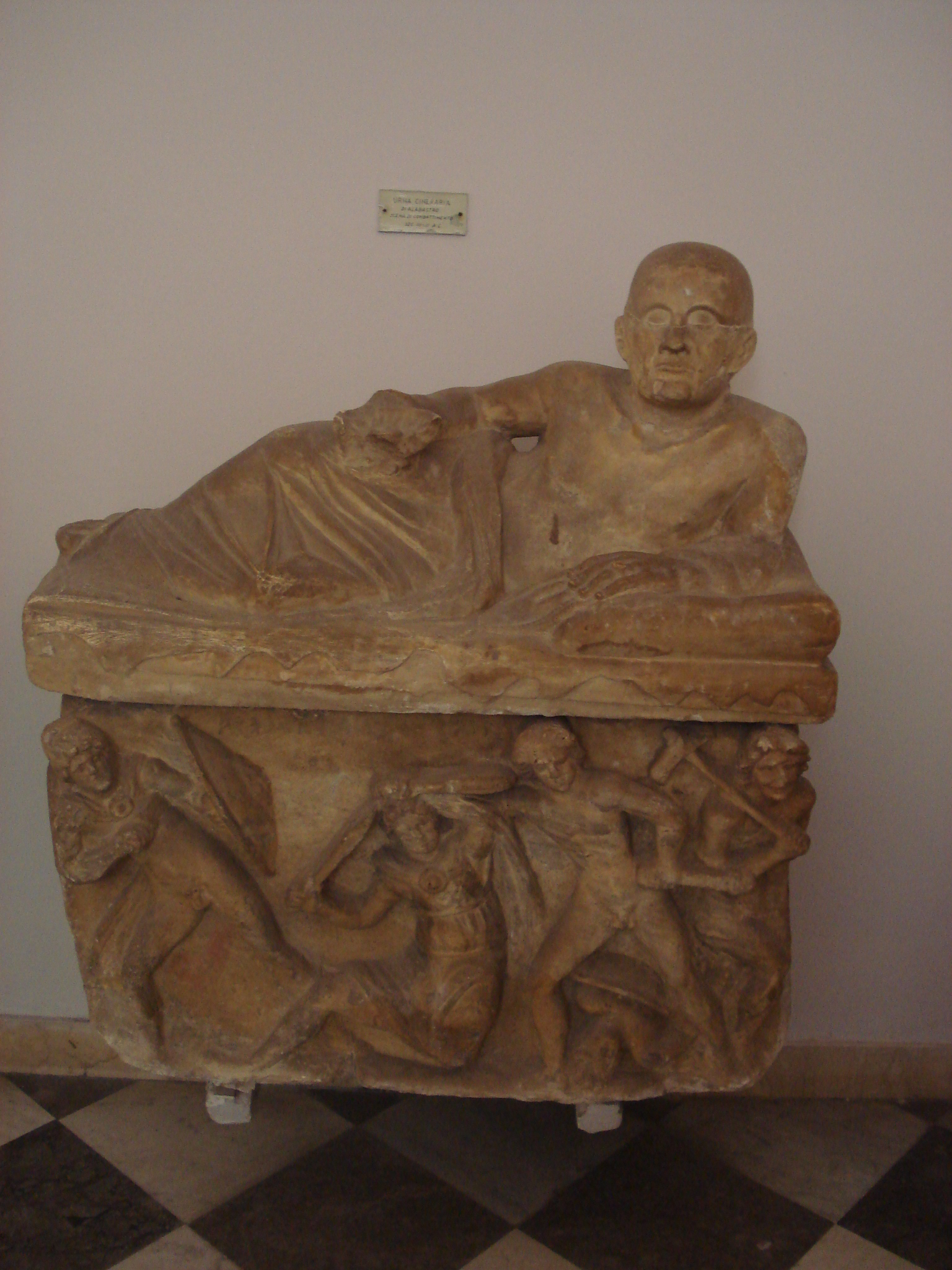
Cinéraire étrusque en albâtre à Palerme.
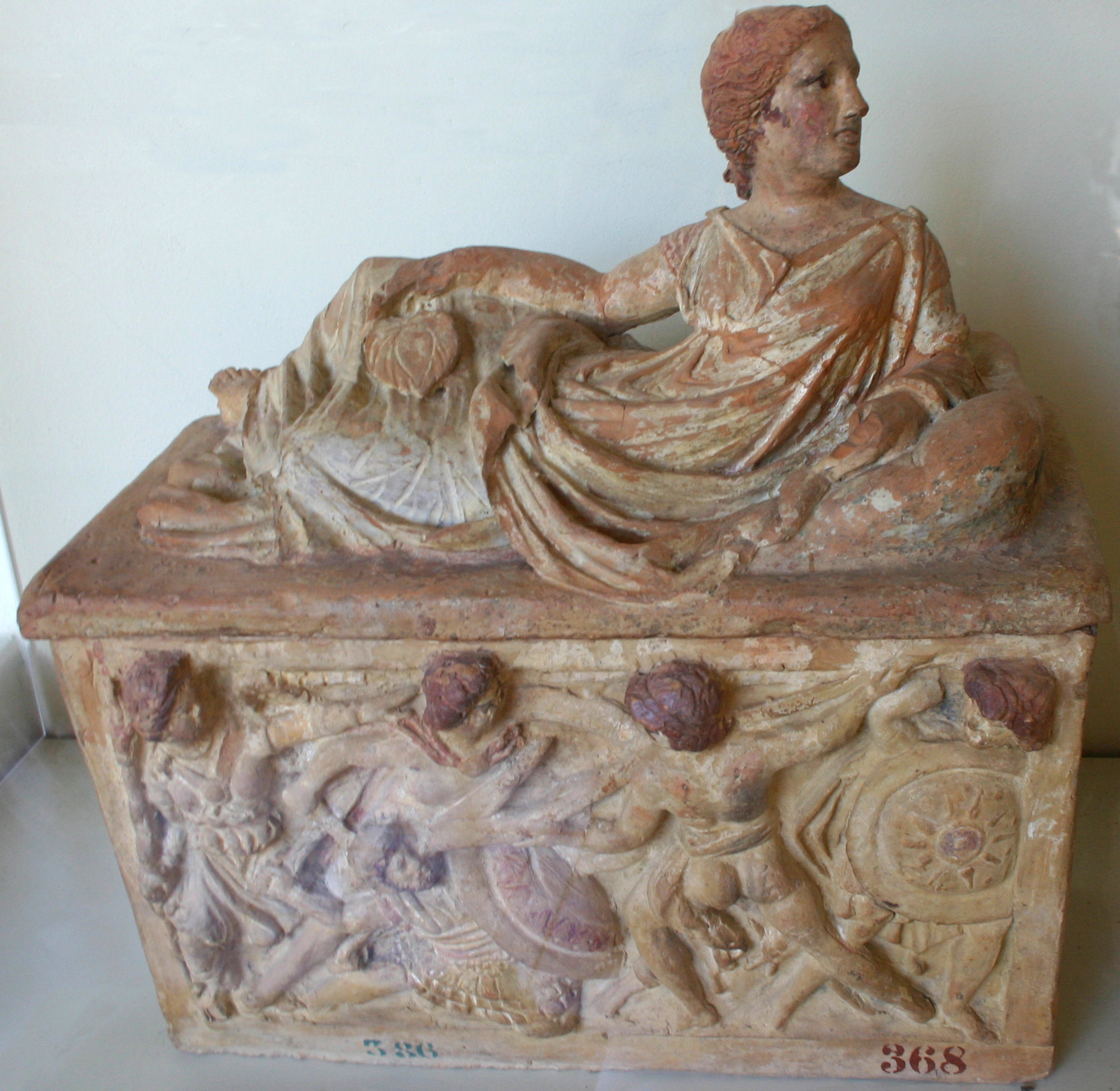
Cinéraire étrusque en terracotta peinte à Pérouse.
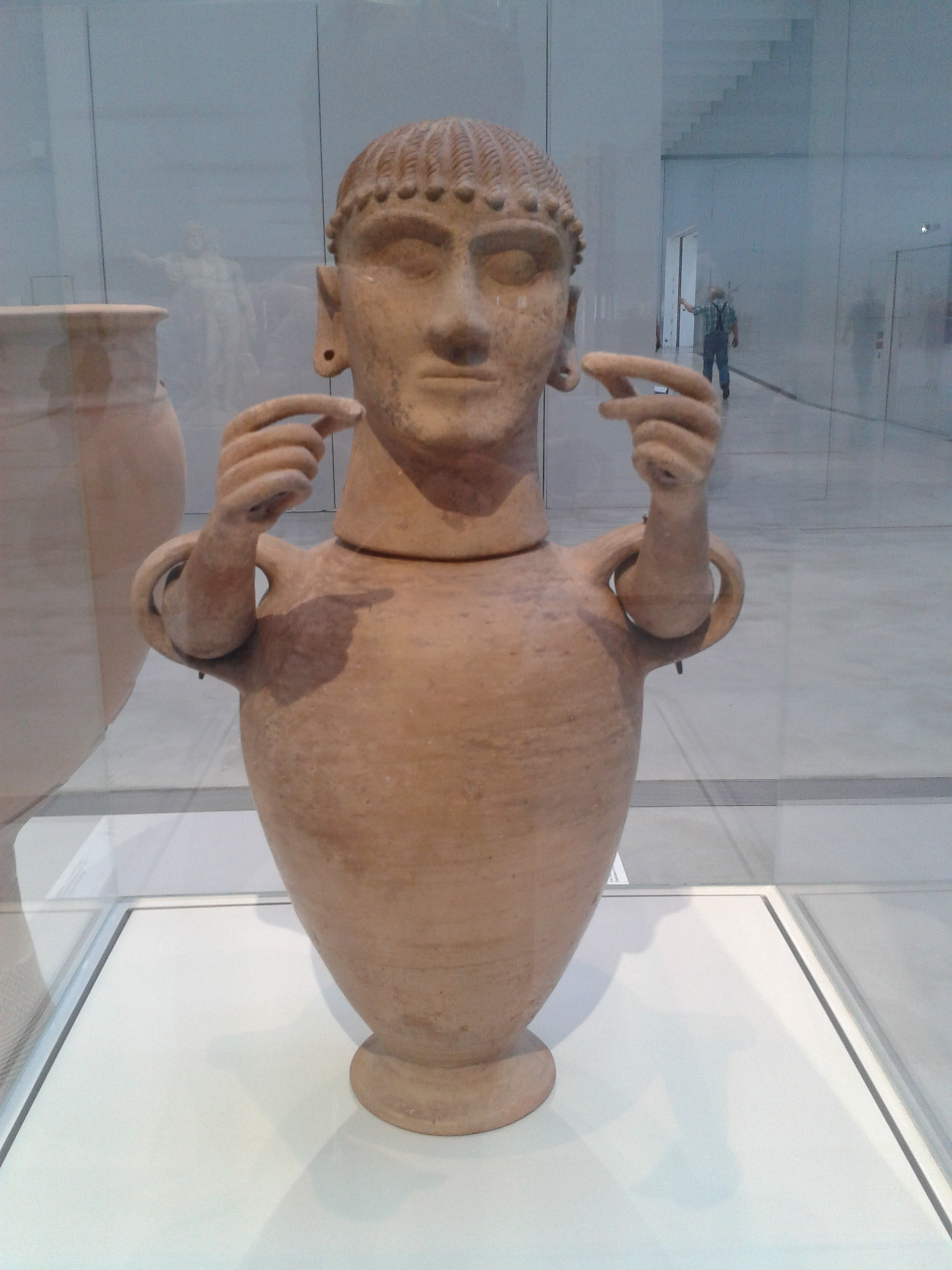
Canope de Chiusi,  (vers 550-500 av. J.-C.).

## Dans l'Histoire
De tous les tombeaux et empereurs romains, aucune urne funéraire ne fut retrouvée à ce jour. Cependant, les emplacements des tombeaux sont connus. Les urnes des empereurs, d'après le protocole, étaient en or massif, et celles des compagnes ou proches de la cour, qui étaient importants, en argent. Les urnes en bronze concernaient de hauts personnages qui gravitaient autour de la cour. Cependant, pendant la période antique, l'incinération ne concernait que la majorité des décès, certes, mais une grande partie de la population préférait l'inhumation (sans doute 30 %). En Égypte, par exemple, l'incinération était une pratique peu répandue. Mais aussi, comme de nos jours, des personnes craignaient de se voir brûler dans le feu. Lors d'une inhumation, deux pièces de monnaie étaient déposées dans les orbites des yeux, pour payer le passage du Styx et Charon, pour éviter les enfers. Avec l'avènement du christianisme, à partir du milieu du IVe siècle, les inhumations deviennent la règle. Cependant, les théologiens du christianisme ne s'opposaient pas à l'incinération, mais pour beaucoup, la lecture de l'Apocalypse, dans l'attente du jugement dernier, et l'espérance du réveil des morts, poussait à avoir et garder un corps complet et intègre, d'autant plus que l'incinération était assimilée au paganisme.

## À l'époque contemporaine

### Réglementation

#### Allemagne
En Allemagne, une urne funéraire doit en général être déposée dans un cimetière. Dans d'autres pays (Canada, Autriche…) il est possible de conserver une urne funéraire dans une propriété privée. En France et depuis 2008, une loi interdit la conservation d'une urne cinéraire au domicile même d'un particulier. Il n'existe que peu de restrictions en Suisse.

#### France
Une urne est destinée à accueillir l'ensemble des cendres issues d'une crémation (en moyenne deux litres à deux litres et demi), au contraire d'un reliquaire qui n'en contient qu'une part. La réglementation française ne prévoit pas cette distinction de vocabulaire et certaines des entreprises de pompes funèbres proposent à la vente des urnes décoratives qui ne peuvent contenir l'intégralité des cendres. Mais depuis la publication de la Loi du 19-12-2008, ce texte donne  aux morts, sous quelque forme qu'ils soient (corps, restes mortels ou cendres) le même statut. Ce texte prévoit entre autres que les cendres sont conservées dans leur intégralité (il n'est plus possible de les séparer), et que l'urne les contenant fait l'objet de destinations encadrées par la loi : sépulture dans un emplacement gratuit du terrain communal du cimetière, jardin du souvenir,  inhumation dans une sépulture existante ou à créer , columbarium, ou scellement sur un monument de famille. Elles peuvent également être dispersées soit en pleine nature (forêts ou espaces naturels, excepté les plans d'eau), soit en mer, sous réserve que la dispersion soit réalisée à plus de 300 mètres des côtes.

#### Québec
Plusieurs lois sont en vigueur, citons par exemple :
Loi sur les inhumations et les exhumation :
Aucune inhumation ne doit être faite ailleurs que dans un cimetière légalement établi, sauf les cas autrement prévus par la loi.
Les incinérations ou crémations sont faites conformément aux règlements adoptés à cette fin par le gouvernement en vertu de l'article 69 de la Loi sur les laboratoires médicaux, la conservation des organes et des tissus et la disposition des cadavres (chapitre L-0.2)
Règlement d'application de la Loi sur les laboratoires médicaux, la conservation des organes et des tissus et la disposition des cadavres :
Un titulaire d'un permis de directeur de funérailles, dont le permis contient une autorisation à cette fin, peut procéder à des crémations.
Un établissement peut toutefois procéder à la crémation d'un enfant mort-né avec l'autorisation du père ou de la mère de l'enfant et après qu'un formulaire SP-4 produit à l'annexe 4 ait été dûment rempli.R.R.Q., 1981, c. P-35, r. 1, a. 58; D. 713-89, a. 5.
Une crémation ne peut être effectuée que dans un crématorium aménagé et opéré de façon à prévenir tout danger de contamination et éviter toute pollution. Telle installation doit être notamment pourvue d'un four en pierre à feu constamment tenu en bon état.
Aucune crémation ne peut avoir lieu avant 12 heures après la constatation du décès.
La mise en terre au Québec : 
Elle est bien révolue l’époque où il n’y avait pas d’autre option que la mise en terre au cimetière pour trouver le repos éternel.
Pour toutes sortes de raisons, de plus en plus de gens demandent, dans leurs dernières volontés, que leur corps soit incinéré dans un crématorium, une pratique admise par l’Église catholique en 1963. Depuis 1985, elle autorise également que la cérémonie religieuse se déroule en présence de l’urne contenant les cendres.
Selon la volonté du défunt ou de sa famille, ces cendres peuvent être mises en terre au cimetière ou disposées à quelqu’autre endroit riche de significations pour le disparu. On peut, par exemple les placer au pied d’un arbre qu’il chérissait particulièrement ou les disperser dans une rivière près de laquelle il a grandi.
Les cendres peuvent être déposées dans une urne que la famille pourra garder à son domicile ou être conservées dans un columbarium. Le columbarium est ni plus ni moins qu’un cimetière intérieur où les cendres des disparus reposent dans des compartiments individuels appelés niches. Comme il s’agit de lieux propices au recueillement, les proches peuvent s’y rendre à tout moment pour saluer le disparu.

### Taux de crémation en Amérique du Nord
Pour voir les tableaux statistiques de la CANA (Cremation Association of North America).